# 湖南戰鬥
湖南戰鬥發生於1921年10月31日，地點則是在中國湖南一帶。是北洋政府時期內戰之一，交戰兩方為桂軍沈鴻英及粵軍李明揚。戰鬥結束後，進犯桂軍失敗，再退往江西。翌年，軍士皆被吳佩孚吸收，桂軍解散。